# Metacalypogeia
Metacalypogeia là một chi rêu trong họ Calypogeiaceae.